# Wriezener Straße 80 (Bad Freienwalde)
Das Gebäude Wriezener Straße 80 ist ein Baudenkmal in der Wriezener Straße in Bad Freienwalde (Oder), das aus einem 1899 errichteten Wohn- und Geschäftshaus mit ehemaligem Bäckerladen und einem 1925/26 errichteten Bäckereigebäude im Hof besteht. Das Gebäude liegt dominant in der um 1900 entstandenen gründerzeitlichen Stadterweiterung der Wriezener Vorstadt.

## Lage
Das Gebäude befindet sich in der Wriezener Straße 80 auf einem großen Eckgrundstück an der Einmündung zur Adolf-Bräutigam Straße.

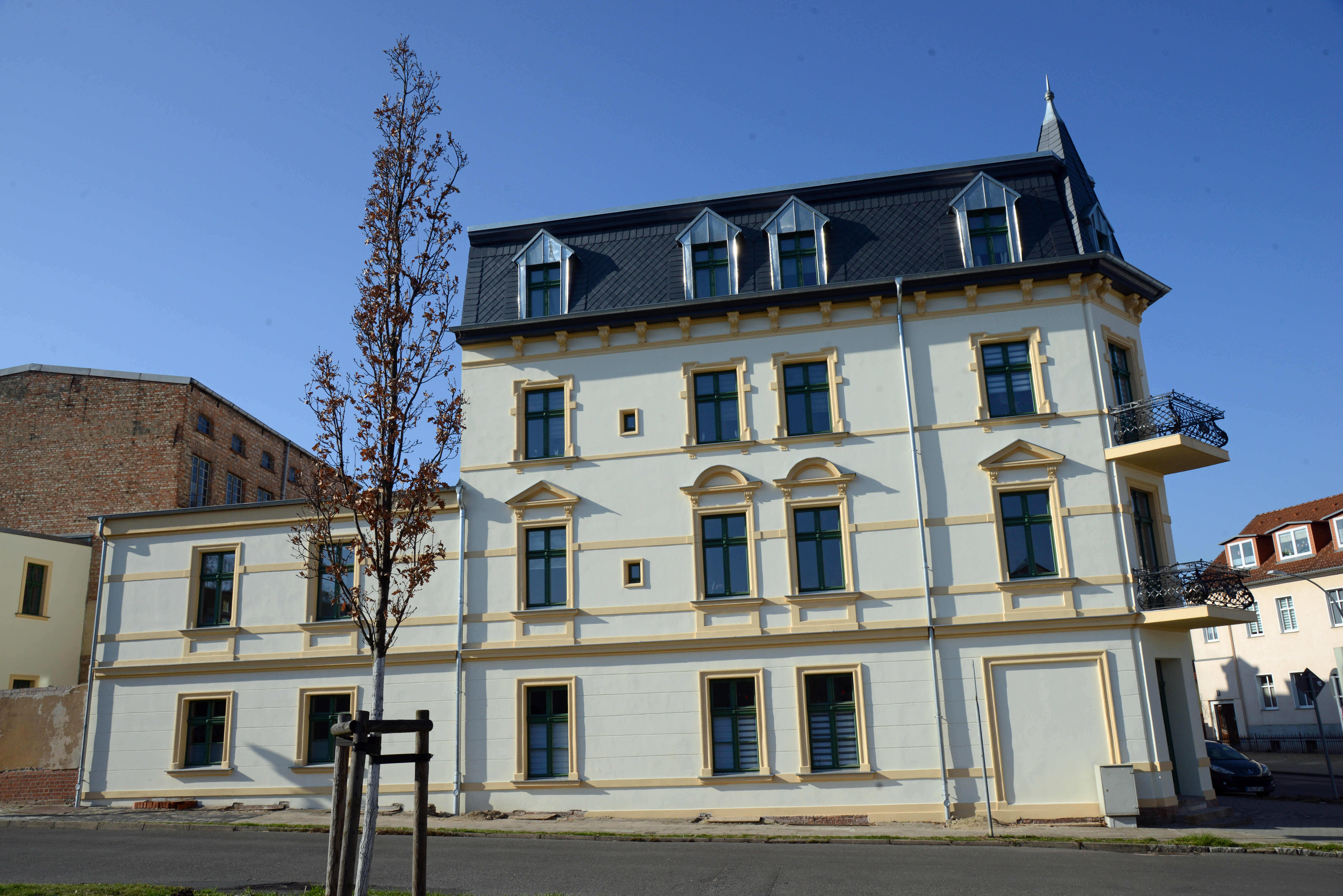
Seitenansicht von der Wriezener Straße

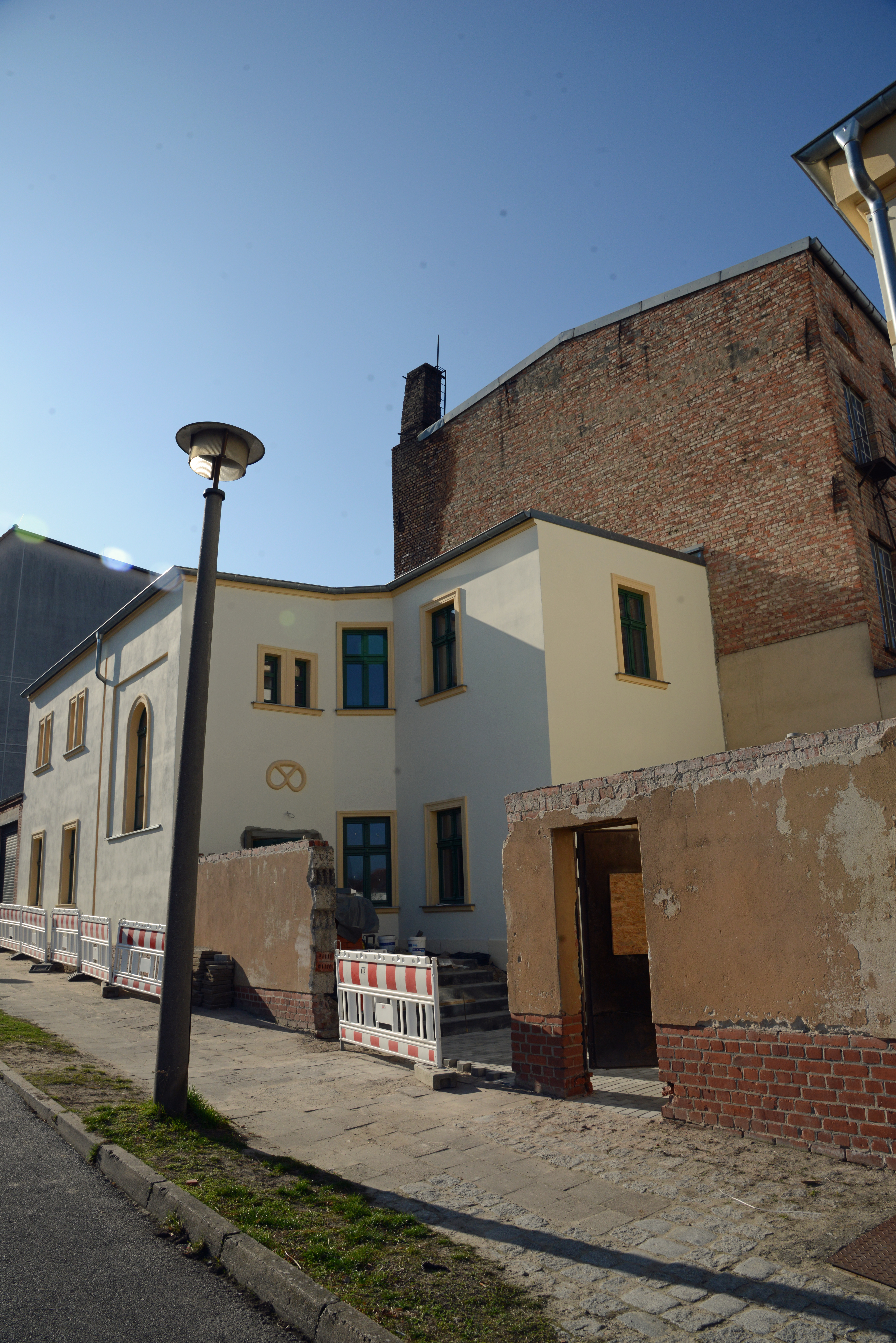
Ansicht von der Adolf-Bräutigam-Straße mit Brezel an der Hauswand

## Geschichte
Das Wohn- und Geschäftshaus und eine Bäckerei wurden von dem Freienwalder Maurer- und Zimmermeister Otto Seidemann für den Bäckermeister Karl Höppner 1899 errichtet. Im Erdgeschoss befand sich der Bäckerladen mit Zugang an der Ecke Wriezener Straße / Adolf-Bräutigam Straße. Der Bäckereibetrieb wurde L-förmig im Hof parallel zum Wohnhaus an der Adolf-Bräutigam Straße gebaut. 1910 erfolgte ein Umbau des Bäckerladens. Eine Erweiterung der Bäckerei wurde 1925–1926 – erneut von dem Maurer- und Zimmermeister Otto Seidemann – für den Bäckermeister Georg Schuch durchgeführt. Nach 1945 wurde das Obergeschoss des jüngeren Backhauses teilweise zu Wohnzwecken umgenutzt.

## Beschreibung
Das Wohn- und Geschäftshaus ist ein stattliches dreigeschossiges Eckgebäude mit reicher historistischer Stuckfassade und ausgebautem Berliner Dach. Das Erdgeschoss wird durch Putzbänderung als Sockel gestaltet und die Obergeschosse werden von Fenstern mit variierenden Fensterverdachungen gegliedert. Im Erdgeschoss befand sich der zu einer Wohnung umgebaute Bäckerladen, darüber sind zwei Balkone mit schmiedeeisernen Brüstungen angebracht. Die abgeschrägte Ecke des Hauses wird durch einen steilen Turmhelm mit bekrönender Wetterfahne betont. Zur Nebenstraße schließt sich dem Mietshaus das zweigeschossige ehemalige Backhaus von 1925–1926 mit einem flach geneigten Walmdach und einer einfachen Putzfassade an. Am Giebel zum Hof sind Teile eines Lastenaufzugs zum früheren Mehlboden erhalten. Die Straßenansicht besitzt Rundbogenfenster und zwei kleine hochsitzende Fenster. An der rechten sichtbaren Seite ist eine plastische Brezel als dekoratives Element angebracht.

## Bedeutung
Das städtebaulich dominante Gebäude stellt mit seiner bewahrten Fassadengestaltung und der ablesbar gebliebenen Funktionseinheit von Wohnen und Gewerbe ein typisches Zeugnis für die um 1900 entstandene Stadterweiterung der Wriezener Vorstadt dar.